# Нагольная (приток Миуса)
Нагольная — река на Украине, левый приток реки Миус, бассейн Азовского моря. Длина реки — 70 км, площадь её водосборного бассейна — 978 км². Уклон реки 2,1 м/км. Долина трапециевидная, шириной 2 км. Пойма двусторонняя, шириной 100—200 м, русло реки умеренно извилистое. Используется комплексно для орошения, рыбоводства, водоснабжения. Осуществляется залужение и облесение берегов.

## География
Берёт своё начало возле села Уткина. Течёт по территории Свердловского, Антрацитовского районов Луганской области (60 км) и Шахтёрского Донецкой области. Сооружено водохранилище. На участке между населёнными пунктами Дьяково и Верхний Кут русло реки служит границей Луганской и Донецким областям. Впадает в реку Миус в районе села Дмитровка.

## Притоки
Реки Юськина (правый), Нагольчик (правый).